# ابزار تولید
در علم اقتصاد و جامعه‌شناسی منظور از ابزار تولید ورودی فیزیکی و غیرانسانی مورد استفاده در تولید است از جمله ذخایر سرمایه‌ای مورد استفاده برای تولید ثروت نظیر ماشین آلات، ابزارها و کارخانه‌ها، که سرمایهٔ زیرساختی و سرمایه طبیعی را در بر می‌گیرد. این عوامل تولید توصیف شده در اقتصاد کلاسیک را به جز سرمایه مالی و سرمایه انسانی در بر می‌گیرد.
مالکیت ابزار تولید و کنترل بر محصول مازاد تولید شده توسط استفاده از آنها، عاملی کلیدی در طبقه‌بندی نظام‌های اقتصادی است.